# مهبد سراجی
مهبد سراجی، زاده مهرماه ۱۳۳۵ در بندر انزلی، نویسنده ایرانی-آمریکایی و نویسنده کتاب پشت‌بام‌های تهران است.    